# Stockwell (stacja metra)
Stockwell – podziemna stacja metra w Londynie, położona w dzielnicy Lambeth. Została otwarta w 1890. Obecnie zatrzymują się na niej pociągi dwóch linii: Northern Line i Victoria Line. Była jedną z ośmiu stacji metra, pod których peronami w czasie II wojny światowej wydrążono dodatkowo schrony głębinowe, mające służyć mieszkańcom podczas niemieckich nalotów. Aktualnie korzysta z niej ok. 8 mln pasażerów rocznie. Należy do drugiej strefy biletowej.